# Takdanai Klomklieng
Takdanai Klomklieng (thailändisch ทักดนัย กลมเกลี้ยง, * 3. August 1997 in Phatthalung), auch als Lee bekannt, ist ein thailändischer Fußballspieler.

## Karriere
Takdanai Klomklieng stand von 2017 bis Mitte 2021 bei Bangkok United in der thailändischen Hauptstadt Bangkok unter Vertrag. Der Verein spielte in der ersten thailändischen Liga. 2017 wurde er an den Drittligisten Krung Thonburi FC, der ebenfalls in Bangkok beheimatet ist, ausgeliehen. Mit dem Verein spielte er in der Upper Region der Dritten Liga. Nach der Ausleihe kehrte er Ende 2017 zu Bangkok United zurück. Die Saison 2020/21 spielte er auf Leihbasis beim Drittligisten Krabi FC. Mit dem Verein aus Krabi trat er in der Southern Region an. Zur Saison 2021/22 unterschrieb er einen Vertrag beim Zweitligisten Udon Thani FC. Sein Zweitligadebüt gab Klomklieng am 4. September 2021 (1. Spieltag) im Auswärtsspiel beim Ranong United FC. Hier stand er in der Startelf und stand die kompletten 90 Minuten im Tor. Das Spiel endete 3:3. Für Udon Thani absolvierte er neun Zweitligaspiele. Im Juni 2022 unterschrieb er einen Vertrag beim Zweitligaaufsteiger Nakhon Si United FC. Hier kam er jedoch nicht zum Einsatz. Nach der Hinrunde 2022/23 wechselte er im Januar 2023 zum Drittligisten Young Singh Hatyai United. Mit dem Klub aus Hat Yai spielte er zehnmal in der Southern Region der Liga. Zu Beginn der Saison 2023/24 verpflichtete ihn der ebenfalls in der Southern Region spielende Drittligist Pattani FC. Für den Verein aus Pattani stand er neunmal zwischen den Pfosten. Im Januar 2024 wechselte er wieder in die zweite Liga. Hier schloss er sich in Chanthaburi dem Chanthaburi FC an.